# Придніпровський парк (Кременчук)
Міськи́й парк культу́ри «Придніпро́вський» — парк-пам'ятка садово-паркового мистецтва у Кременчуці.. Парк розташований на лівому березі Дніпра, уздовж річки споруджено дамбу з набережною. На грудень 2011 року в парку налічувалося 3300 дерев. На території парку розташована скеля-реєстр — пам'ятка природи.
Придніпровський — це перша з трьох черг, дві інші — «Слави» та Студентський парки. Перша черга парку була закладена в 1959 році площею 18 га та простягнулася від Річкового вокзалу до Штабного скверу.
Течія Дніпра омиває дамбу з західного боку парку. Під дамбою намитий піщаний пляж. На півночі парк межує з вулицею Гоголя, на північному сході з вулицею Коцюбинського, на південному сході — Алітуська, на півдні долучається з вулицею Університетською, де розташована кінцева зупинка декількох маршрутів тролейбуса та іншого громадського транспорту.

## Історія
До Другої світової війни на місці сучасного парку розташовувалися житлові будинки та вулиці, а також військовий госпіталь. Перед шпиталем наприкінці XIX століття було закладено Штабний сквер (пізніше перейменований у сад імені Карла Маркса, Пролетарський сквер і, нарешті, у Піонерський сквер). У передвоєнний час сквер було передано дітям, у ньому працювала бібліотека, читальний зал, фізкультурний майданчик, буфет, гуртки, а також літній кінотеатр, був побудований фонтан. Навколо скверу спорудили огорожу.
Невід'ємною частиною парку є набережна Дніпра. Її доля пов'язана з будівництвом водозахисної дамби, яке вели протягом 1927–1929 років. У центральній частині дамби влаштували гранітну підпірну стіну зі сходами до берега Дніпра. Під час повені 1931 року дамба не витримала натиску води, унаслідок чого Кременчук частково затопило. Після цих подій за новим проектом захисну дамбу відновили. Сучасного вигляду дамба набувала під час створення двох черг Придніпровського парку протягом 1959–1975 років.
Під час німецької окупації на території сучасного парку розміщувалися в'язні концтаборів. У роки війни місто було зруйновано на 97 відсотків. На березі Дніпра вціліли вежа Потьомкіна, а також будівлі військового госпіталю, що постраждали від вогню. Руїни інших будівель уздовж набережної були розібрані для спорудження парку. У результаті було скасовано кілька дореволюційних вулиць і провулків.

### Парк у радянський період
Планування парку на березі Дніпра розпочалося незабаром після закінчення війни, у 1949 році. У 1947 році був реконструйований Піонерський сквер, який постраждав у роки війни: була споруджена огорожа, запущено фонтан (втрачені скульптури піонерів на фонтані були замінені скульптурами тварин). У 1950 році у сквері побудовано типову будівлю літнього кінотеатру «Дніпро». Сам Придніпровський парк закладено 1959 року. Сквер із кінотеатром і колишній сквер на березі Дніпра були згодом включені в територію парку.
У новому парку відновили довоєнні фонтани (скульптуру журавля на фонтані на набережній замінили скульптурною групою «Олені»). Були встановлені скульптури спортсменів і піонерів, а також бронзові фігури доктора Айболить і звірів. Споруджено літній театр і альтанки. Побудовано колесо огляду й інші атракціони. Уздовж набережної розміщувалися човнові станції, на острів «Фантазія» ходили човни і катер. З 1959 по 1975 рік проводилася реконструкція дамби уздовж Дніпра.
У 1967 році на честь 50-річчя встановлення радянської влади заклали другу чергу парку площею 18 га, що отримала згодом власне ім'я — парк Ювілейний. У 1975 році Придніпровському парку було присвоєно статус пам'ятника садово-паркового мистецтва. Другим парком, який удостоївся такого статусу, став Міський сад (тоді — парк Залізничників). У 1970 році була закладена третя черга Придніпровського парку — парк Комсомольський (нині — Студентський).
1985 року між першою і другою чергою парку відкрито річковий вокзал, який приймає пасажирські судна.

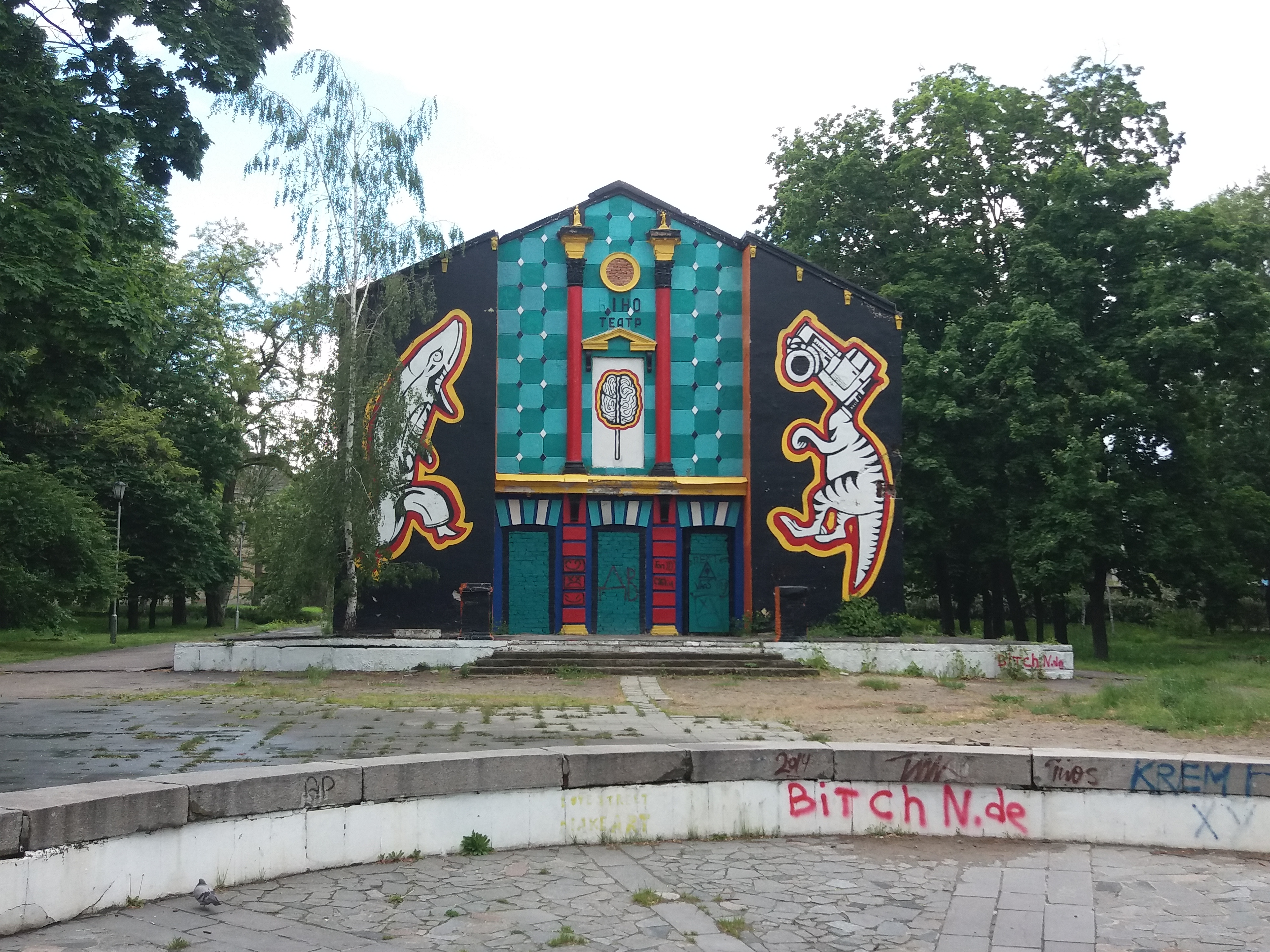
Колишня будівля кінотеатру у 2017 р.

### Парк у незалежній Україні
Більшість скульптур радянського періоду, а також альтанки втрачені. Будівлю літнього кінотеатру закинуто, фонтан зупинено.
2003 року в парку встановлено скульптуру «Хитун-Бовтун» заввишки близько чотирьох метрів, знищена вандалами 2007 року перед приїздом до міста Януковича. У 2004 році відкрито пам'ятник ліквідаторам аварії на Черобильской АЕС. У 2009 році на набережній відкрито скульптуру «Щука з Кременчука» за мотивами народної пісні.
У 2011 році у парку встановлено нові атракціони. 2015 року проводилася реконструкція центральної алеї парку. У тому ж році була відкрита «Галявина казок» — група скульптурних елементів, створених за мотивами твору Олександра Пушкіна «Руслан і Людмила». 2015 року занедбаний кінотеатр «Дніпро» став частиною урбаністичного фестивалю. Незабаром опісля будівлю було атаковано вандалами, після чого було законсервовано.
19 червня 2018 року було встановлено нову скульптурну групу оленів на місце, де вони були раніше. Скульптуру виготовлено на базі Кременчуцької художньої школи.

## Прибуток
За 2010 рік парк заробив близько 540 тис. грн.